# Bertil Ohlin

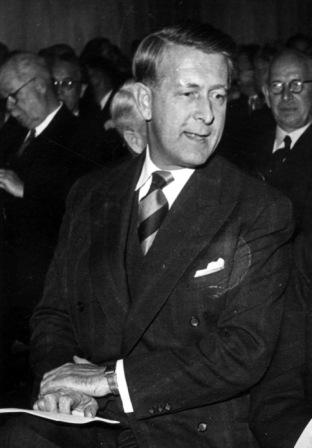
Bertil Ohlin

Bertil Gotthard Ohlin (Aussprache [ˌbæʁːtil ʊˈliːn], * 23. April 1899 in Klippan; † 3. August 1979 in Vålådalen, Gemeinde Åre) war ein schwedischer Wirtschaftswissenschaftler und Politiker der liberalen Volkspartei und ist, gemeinsam mit James Edward Meade, Träger des Alfred-Nobel-Gedächtnispreises für Wirtschaftswissenschaften des Jahres 1977.

## Werdegang
Nachdem Ohlin 1917 seinen B.A. an der Universität Lund und 1919 seinen MSc. an der Handelshochschule Stockholm erworben hatte, ging er in die USA, wo er 1923 einen M.A. der Harvard University erwarb. Nach Schweden zurückgekehrt, promovierte er 1924 an der Universität Stockholm. 1925 erhielt er eine Professur an der Universität Kopenhagen in Dänemark. 1929 trat er in eine Debatte mit dem Cambridger Ökonom John Maynard Keynes ein und widersprach dessen Thesen über die Konsequenzen der weitreichenden Reparationen, die Deutschland nach dem Ersten Weltkrieg auferlegt worden waren. Keynes hatte einen Krieg aufgrund der Reparationslasten vorhergesagt, während Ohlin der Auffassung war, Deutschland könne die Reparationen verkraften.

## Wissenschaft und Politik

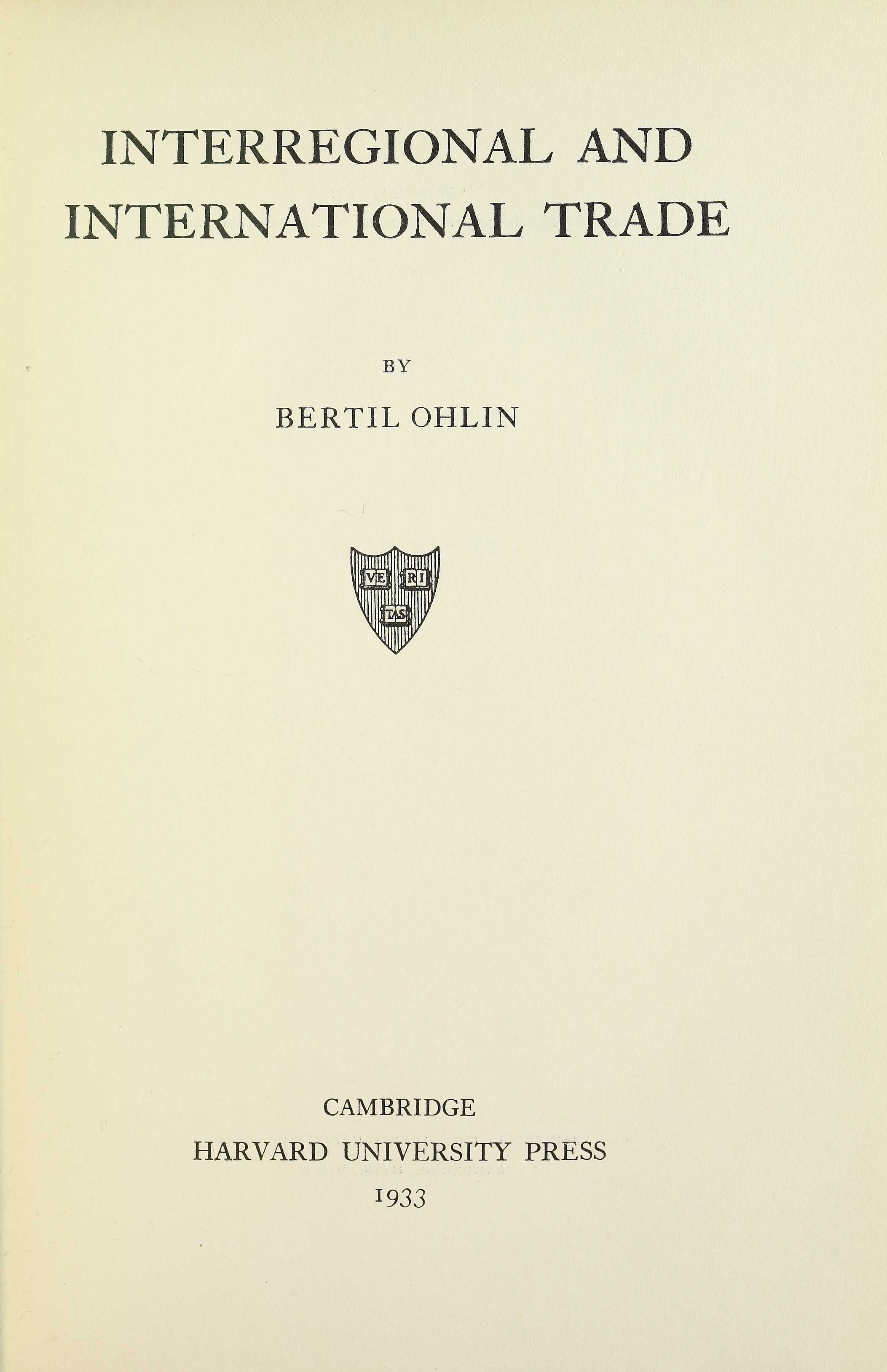
Interregional and international trade, 1933

Ohlin war Schüler von Gustav Cassel an der Handelshochschule Stockholm und verfeinerte Ideen Eli Heckschers, die als Heckscher-Ohlin-Theorem für die Erklärung des Handels von Bedeutung sind. Für seine Arbeiten wurde Ohlin im Jahr 1977 zusammen mit James Edward Meade der Preis für Wirtschaftswissenschaften der Schwedischen Reichsbank in Gedenken an Alfred Nobel verliehen.
Neben seiner wissenschaftlichen Karriere war Ohlin mehrere Jahrzehnte lang einer der wichtigsten Politiker Schwedens. Für verschiedene Zeitungen schrieb er Artikel zu politischen und sozialökonomische Problemstellungen und war als junger Professor in Stockholm ein bekannter Teilnehmer in der öffentlichen Diskussion über demokratische, fortschrittliche und antinazistische Fragen. Er wurde 1934 Vorsitzender der liberalen Jugendorganisation Schwedens und war auch Reichstagsabgeordneter. In seinem Buch Fri eller dirigerad ekonomi? (Freie oder gelenkte Wirtschaft?), einem Klassiker der schwedischen Wirtschaftstheorie, befürwortete er 1936 einen sozialen Liberalismus mit aktiver Politik gegen ökonomische Krisen, eine soziale Marktwirtschaft sowie moderne Sozialversicherungen.
1944 bis 1945 bekleidete er das Amt des Handelsministers in der Sammlungsregierung Per Albin Hanssons. Von 1944 bis 1967 war er Vorsitzender der liberalen Partei, der größten Oppositionspartei, und damit langjähriger Gegenspieler von Ministerpräsident Tage Erlander. 1971 wurde Ohlin in die American Academy of Arts and Sciences gewählt.
Bertil Ohlin ist der Vater der Politikerin Anne Wibble.

## Schriften
- The Cause and Phases of the World Economic Depression. Report presented to the Assembly of the League of Nations. Geneva: Secretariat of the League of Nations; 1931.